# Home rule
Home rule och devolution är två engelska uttryck för självstyre, och har varit stora politiska frågor i brittisk politik under flera hundra år. Under andra halvan av 1800-talet gällde det främst Irland, under början av 1900-talet även Brittiska Indien, under andra halvan av 1900-talet Skottland och Wales, och under 2000-talet Nordirland.
Begreppet home rule (hemstyre), som avsåg självstyre för Irland inom Förenade kungariket Storbritannien och Irland, var den dominerande brittiska politiska frågan under andra halvan av 1800-talet och början av 1900-talet. Home rule kallades det även när självstyre diskuterades för Brittiska Indien i början av 1900-talet. I bägge fallen slutade det dock med fullständig självständighet för södra Irland 1921, för Indien och Pakistan 1947, och för Sri Lanka 1948.
När man mot slutet av 1900-talet började diskutera självstyre för Skottland och Wales, ändrades begreppet till devolution (delegering), och samma begrepp användes när man i början av 2000-talet förberedde självstyre för Nordirland.